# Europa Antica

Mappa che evidenzia l'espansione neolitica dal VII millennio a.C. al V millennio a.C.

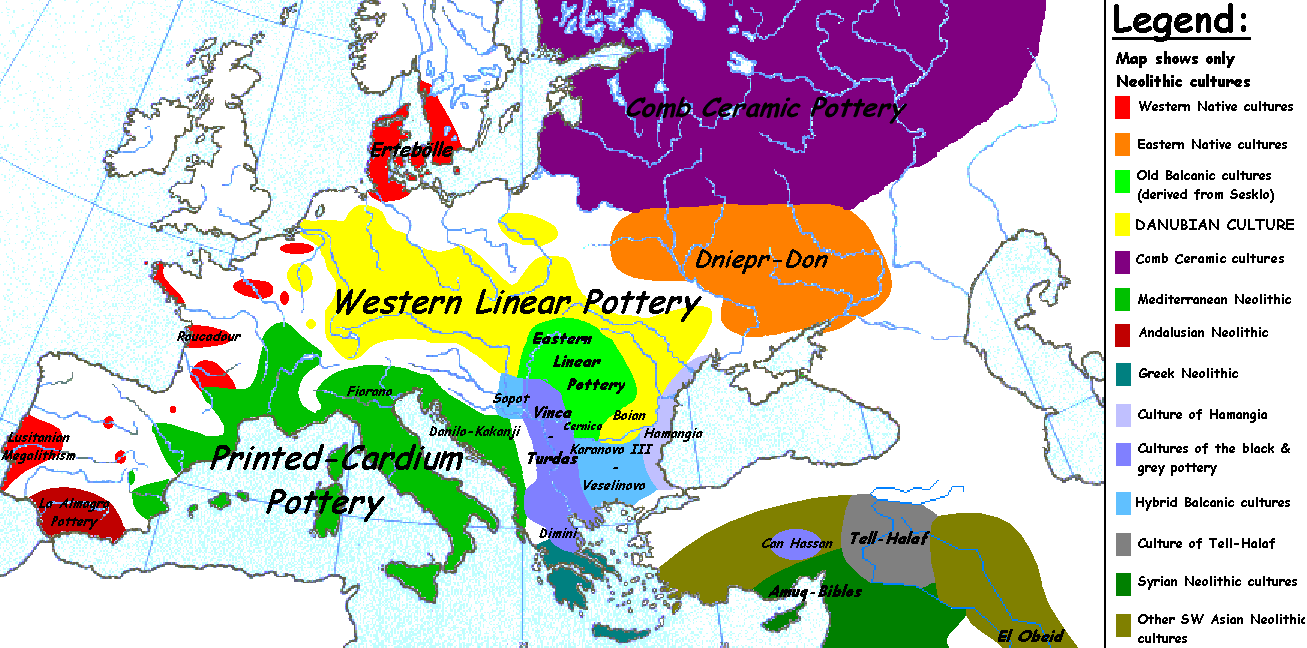
L'Europa circa nel 4500 a.C.-4000 a.C.

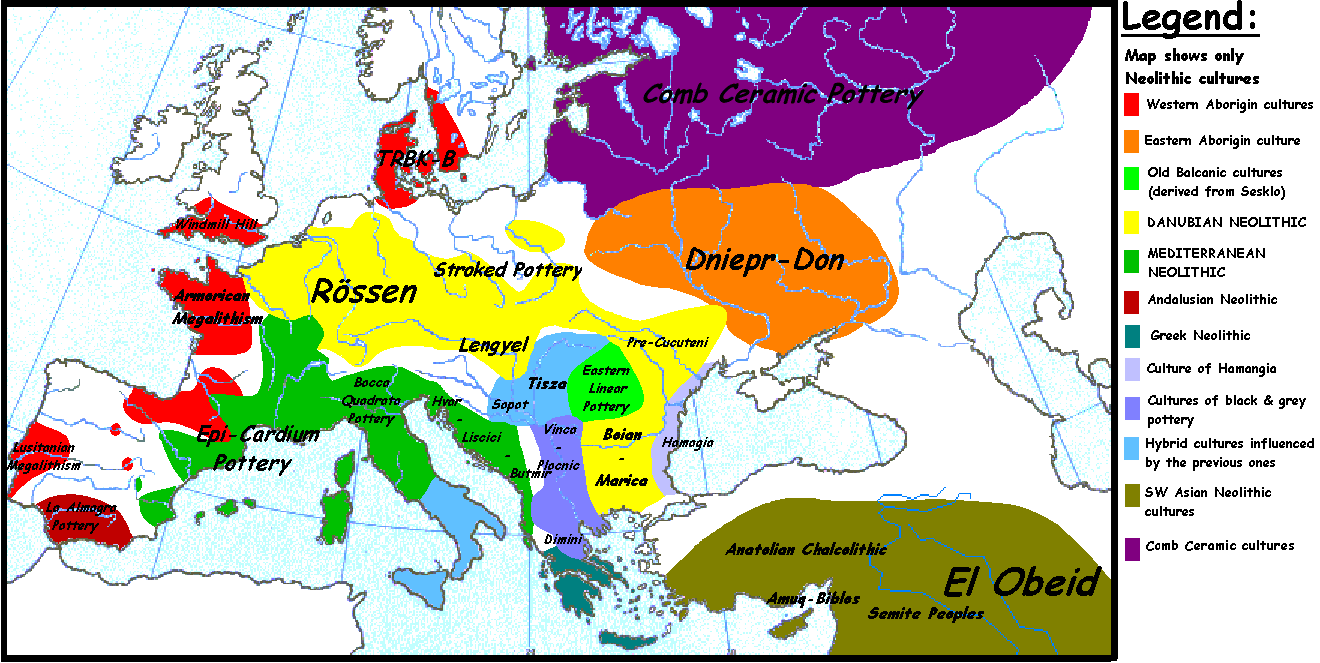
L'Europa circa nel 4000 a.C.-3500 a.C.

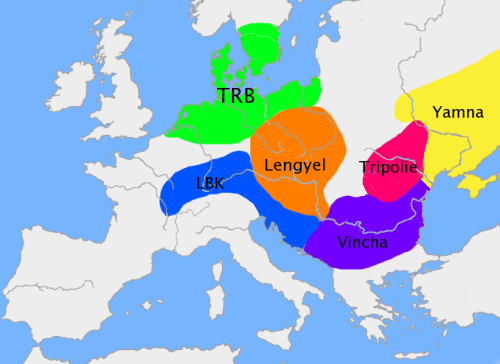
Mappa semplificata delle più recenti culture della Europa Antica 4000 a.C.. Il verde indica la Cultura Funnelbeaker (TRB). Il blu la Cultura della Ceramica Lineare (LBK). L'arancio la Cultura di Lengyel, il viola la Cultura di Vincha, il rosso la Cultura di Cucuteni e il giallo la parte occidentale della Cultura Yamna (Kurgan).

Europa Antica (o Antica Europa) è la dizione scelta dalla archeologa Marija Gimbutas per indicare la cultura preindoeuropea del Neolitico europeo, relativamente omogenea e ampiamente diffusa, da lei individuata in larga parte del continente. Nella sua opera più importante, Le dee e gli dei dell'Europa Antica: 6500–3500 A.C. (1982), si riferisce a queste culture neolitiche come alla Europa Antica. Archeologi ed etnologi che lavorano su questa sua ipotesi credono che le evidenze dimostrino le avvenute migrazioni di popoli che parlavano lingue indoeuropee all'inizio dell'Età del bronzo, secondo l'ipotesi kurganica, avvenute successivamente alla formazione dell'Europa Antica. Per questo motivo, Gimbutas e coloro che ne adottano le ipotesi considerano i termini "Europa Neolitica", "Antica Europa" e "preindoeuropeo" come sinonimi.

## Europa Antica
Europa Antica, oppure Europa neolitica, sono termini che si riferiscono al tempo compreso tra i periodi del Mesolitico e l'Età del bronzo in Europa, all'incirca dal 7000 a.C., approssimativamente il tempo in cui apparvero le prime società agricole in Grecia, fino al 1700 a.C. circa, l'inizio della Età del bronzo nell'Europa occidentale. La durata del Neolitico varia da luogo a luogo: nell'Europa sud-orientale è di circa 4000 anni (cioè 7000–3000 a.C.); nell'Europa nord-occidentale è sotto i 3000 anni (4500–1700 a.C.).
In modo indipendente dalla specifica cronologia che li riguarda, molti gruppi neolitici europei condividono le stesse caratteristiche di base, come la vita in piccole comunità basate sulla famiglia e maggiormente egualitarie delle città-stato e dei domini della Età del bronzo. Tali comunità vivevano di piante e animali entrambi domesticati e con l'ausilio della raccolta di vegetali selvatici e della caccia. Producevano ceramica lavorata a mano senza l'aiuto del tornio. Ci sono anche molte differenze tra alcune comunità neolitiche nell'Europa sud-orientale che vivevano all'interno di insediamenti massicciamente fortificati di 3.000-4.000 individui (come a Sesklo in Grecia) ed altri gruppi neolitici in Gran Bretagna costituiti da piccoli gruppi di 50-100 individui che si spostavano di frequente con i propri armenti.

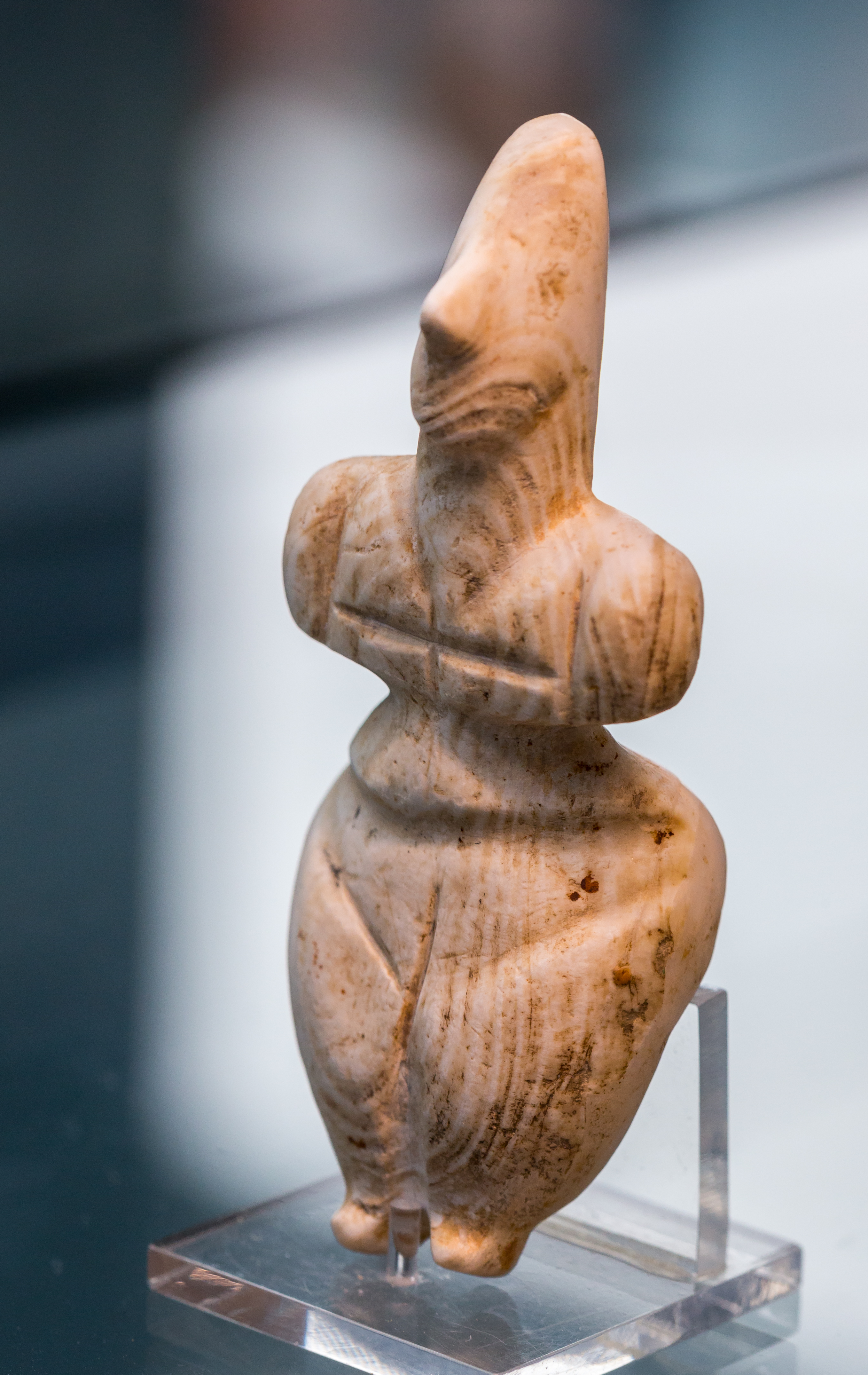
Statuetta femminile neolitica da Egina

Marija Gimbutas ha studiato il Neolitico per comprendere lo sviluppo culturale dei villaggi stanziali nei Balcani del sud, da lei caratterizzati come pacifici, matrilineari ma non, come spesso avviene di male interpretare, matriarcali, con una spiritualità centrata sul culto di una dea femminile che la Gimbutas chiama Grande Dea distinguendola dalla Grande Madre che è solo un attributo della Grande Dea. Le successive culture indoeuropee al contrario, secondo lei, si caratterizzano come bellicose, orientate alla guerra, nomadi, e patrilineari. Utilizzando l'evidenza della ceramica e delle sculture e combinando i mezzi di ricerca dell'archeologia, della mitologia comparata, della linguistica, e del folklore, la Gimbutas ha creato un nuovo campo di ricerca interdisciplinare, la archeomitologia.
Si pensa che le lingue parlate da alcuni popoli della successiva età del ferro discendano dalle lingue preindoeuropee dell'Europa Antica: i Liguri, i Sardi, i Minoici, gli Iberi, gli Elimi, i Sicani, gli Aquitani, gli Etruschi, i Reti, i Camuni e i Baschi. Non si sa quanti linguaggi preindoeuropei esistessero, si ritiene plausibile che lingue preindoeuropee fossero, tuttavia, parlate in tutta Europa (Marija Gimbutas, 1989).
L'idea di un linguaggio preindoeuropeo precede comunque la Gimbutas. A parte i segni sui vasi, la principale evidenza di uno o più linguaggi comuni sta nell'onomastica e nelle radici di altri linguaggi che si suppone derivino da uno o più linguaggi precedenti, possibilmente non collegati tra loro. La ricostruzione dall'evidenza è un campo di studio accettato, sebbene alquanto speculativo. Ipotesi di possibili linguaggi della Europa Antica includono l'Urbiano, secondo Sorin Paliga, e l'ipotesi del substrato preindoeuropeo nella lingua proto-germanica, substrato che secondo Theo Vennemann andrebbe individuato nella lingua proto-vasconica.

## L'ipotesi Kurgan

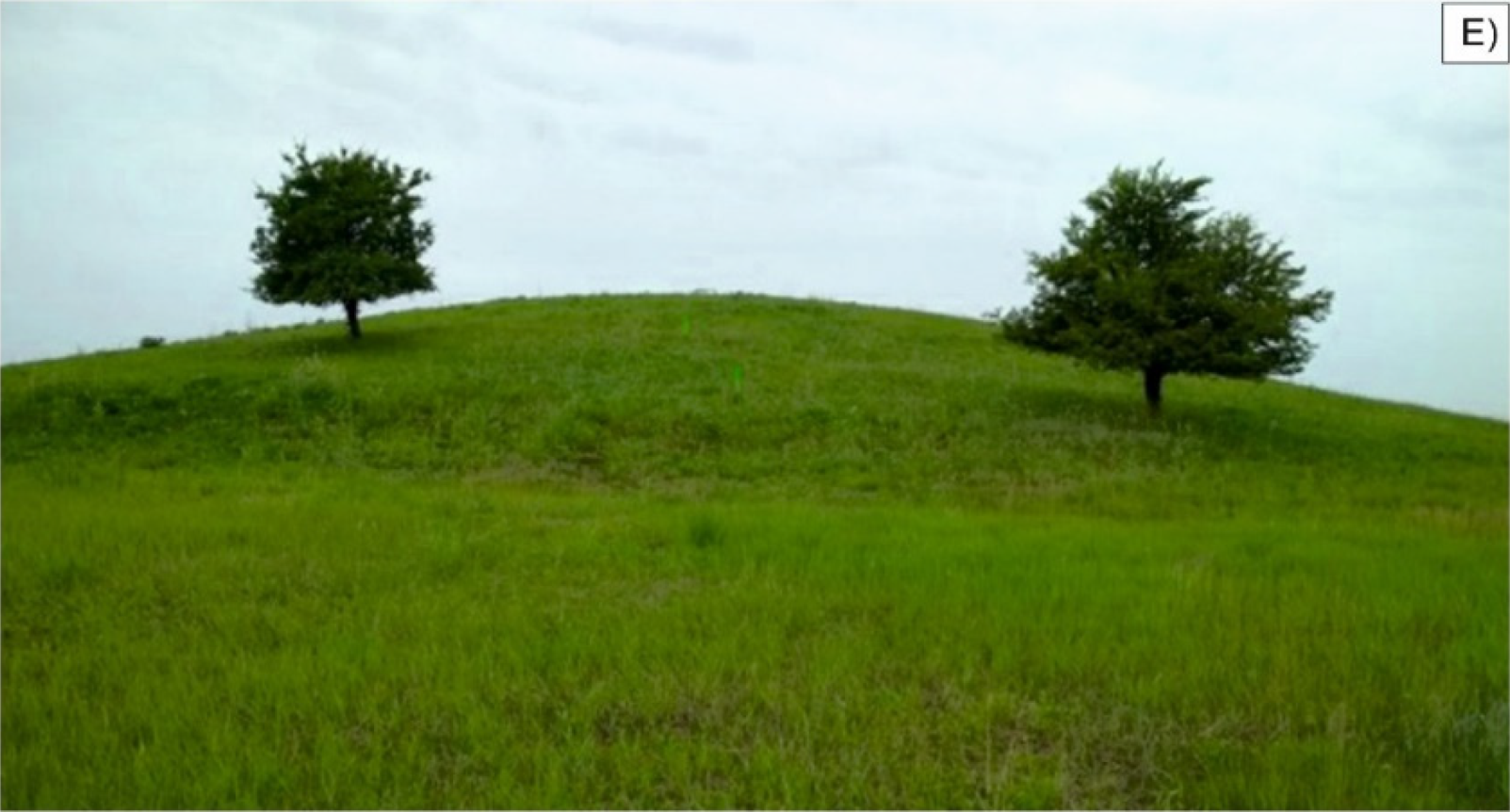
Kurgan o tumulo della cultura di Jamna in Ungheria

Secondo l'ipotesi Kurgan, i popoli di lingue indoeuropee arrivarono nel IV millennio a.C. attraverso le steppe a nord del Mar Nero. Come popolo bellicoso, si imposero come una élite sulle popolazioni della Europa Antica, che finirono per adottare il loro linguaggio, salvo alcune eccezioni. L'ipotesi che popoli che parlavano una lingua indoeuropea raggiungessero l'Europa attraverso la steppa pontico-caspica nell'età del bronzo fu posta per primo dal glottologo tedesco Otto Schrader (fine XIX secolo). Molti linguisti favoriscono questa idea, poiché apparvero studi che impiegavano la glottocronologia a dimostrare che il comune protoindoeuropeo è improbabile sia apparso prima del 5000 a.C. fino al 4000 a.C. Per esempio l'eminente archeologo J. P. Mallory non solo ha mostrato l'evidenza di un'origine di tale linguaggio a nord del Mar Nero, ma ha anche raccolto prove convincenti del fatto che quelle influenze linguistiche indoeuropee apparvero per la prima volta in Anatolia attorno al Bosforo, con le prime tracce indoeuropee che si diffondevano lentamente da qui verso sud e verso est attraverso la Anatolia durante i secoli, migliaia di anni dopo che la regione aveva adottato l'agricoltura.
Comunque l'ipotesi Kurgan è contestata da alcuni archeologi tra cui Colin Renfrew (1987), che osservò che non esiste un orizzonte archeologico esteso all'Europa che corrisponda a questo presunto cambiamento culturale. Se la modifica culturale fosse stata così forte da implicare la sostituzione del linguaggio, allora, essi dicono, sarebbero rimaste tracce anche di profonde modifiche alla cultura materiale - sebbene la reale corrispondenza tra cambiamento linguistico e cultura materiale sia un punto in discussione. Peter Bellwood (2001, 2004) ha sviluppato una ipotesi generale secondo cui i maggiori phyla dei linguaggi sono probabilmente associati con la rivoluzione neolitica. Egli suppone che l'agricoltura neolitica sia arrivata con una diffusione demica, secondo lo schema di Luigi Cavalli Sforza, anziché attraverso una diffusione culturale. Quindi suppone che una popolazione sedentaria che utilizzava piante ed animali addomesticati sarebbe cresciuta molto più velocemente di una popolazione nomade di cacciatori-raccoglitori. Così le popolazioni stanziate nell'area originale sarebbero cresciute e si sarebbero espanse, portando con sé il loro linguaggio. Bellwood (2004) sostiene perciò l'ipotesi che le lingue indoeuropee siano state portate in Europa durante il Neolitico, e non all'epoca dell'età del Bronzo.
Modificando la sua ipotesi anatolica, secondo la quale una indo-europeizzazione pacifica dell'Europa avvenne a partire dal 7000 a.C. con l'avanzare dell'agricoltura dall'Anatolia, nel 2013 Colin Renfrew ha proposto una "Europa antica" dei Balcani dal VI al V millennio a.C. come il luogo in cui i Protoindoeuropei discesero dai precedenti (VII millennio a.C.) Pre-Proto-Indoeuropei (Proto-Indoittiti).
Questa teoria è comunque invalidata dalla evidenza linguistica, per esempio dalla ricostruzione di parole concernenti la ruota e la tecnica metallurgica, sorte molto tempo dopo il Neolitico. Inoltre tre studi genetici pubblicati nel 2015 hanno dato supporto all'ipotesi kurganica riguardante l'Urheimat indoeuropeo. Questi studi hanno rilevato una componente autosomica, presente nel genoma degli europei moderni ma assente in quello degli europei neolitici, che sarebbe stata introdotta da est, assieme alle lingue indoeuropee, a partire dal III millennio a.C.

## Lista delle culture della Europa Antica
- Primo Neolitico

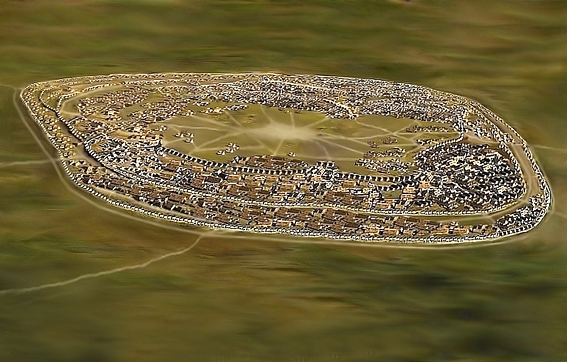
Ricostruzione dell'insediamento di Talianki, cultura di Cucuteni-Trypillia

  - Cultura Starčevo (Starcevo I, Körös, Cris, Balcani Centrali, VII-V millennio)
  - Cultura di Dudesti (VI millennio)
- Medio Neolitico
  - Cultura della ceramica cardiale (VII-V millennio)
  - Cultura della ceramica lineare (VI-V millennio)
  - Cultura di Vinča (VI-III millennio)
  - Cultura della ceramica a pettine (VI-III millennio)
  - Cultura di Ertebølle (V-III millennio)
  - Cultura di Precucuteni
- Eneolitico
  - Cultura di Cucuteni (V millennio)
  - Cultura di Lengyel (V millennio)
  - Una cultura nell'Europa Centrale che produsse monumentali composizioni di fossati circolari tra il 4800 a.C. e il 4600 a.C.
  - Cultura di Varna (V millennio)
  - Cultura dei vasi a imbuto (IV millennio)